# Јосип Крижај
Јосип Крижај — Пепи (итал. Giuseppe Krizai; Коприва, код Сежане, 13. март 1911 — Снежник, 8. октобар 1948) био је словеначки пилот, капетан ЈА и учесник Шпанског грађанског рата и Народноослободилачке борбе.

## Биографија
Рођен је 13. марта 1911. године у Коприви, код Сежане, Словеначко приморје. Када је Италија заузела тај део након Првог светског рата, Крижај је постао италијански држављанин. Одмалена је показивао страст према летењу, због чега је 1930. године уписао пилотски течај на Краљевској официрској школи у Капуи, код Напуља. Био је један од 139 кадета који су положили испит за пилота.
Због тога што је био Словенац, није му било дозвољено да приступи Италијанском краљевском ваздухопловству, али му је допуштен боравак у резервном саставу. Током служења у Италијанском ваздухопловству био је изложен малтретирању због словенског порекла и пројугословенских стајалишта, па је 25. јуна 1932. године својим Фијатом АС.1 полетео из Горице, прелетео југословенску границу и слетео у Љубљану, што је остао медијски попраћен догађај. После тога је преживљавао радећи свакојаке послове, све док коначно није добио југословенско држављанство 1934. године. У Италији је у одсуству осуђен на 16 месеци робије због отмице авиона и илегалног прелета границе. У Југословенском ваздухопловству добио је чин наредник–водника.
Након избијања Шпанског грађанског рата, 1936. године, придружио се Интернационалним бригадама августа 1936. и био пилот Интернационалне ескадриле Шпанија. У једном је ваздушном обрачуну 15. октобра његов авион оборен. Међутим, из запаљеног авиона су га од смрти спасили франкисти, тако да је лечен у болници под њиховим надзором. Изгубио је два ножна прста и сломио три ребра. У болници га је снимила екипа Парамаунт пикчерса, а снимка је приказивана и у Словенији. Пријатељи су га препознали и његова сестра је у Паризу успела да га стави на листу за размену заробљеника. Напослетку су он и двојица совјетских пилота замењени за тројицу италијанских. Јосип је након тога наставио учешће у рату под руководством совјетских инструктора.
Након повлачења интер бригадиста из рата, априла 1938. године вратио се у Југославију. Био је секретар аероклуба у Сомбору. Априла 1940. оженио се Еленом Стефановић, колегиницом с посла.
По почетку Априлског рата 1941, Јосип је мобилисан и упућен на аеродром Сарајево, али је у међувремену немачка авијација уништила сву тамошње авионе. Био је заробљен и упућен у логор, али је успео да побегне, те се вратио супрузи у Београд.
Већи део рата провео је у миру, да би се напослетку придружио НОВЈ. Децембра 1944. године постављен је за команданта Треће ескадриле Једанаесте ловачке дивизије НОВЈ. Истакао се у борбама на Сремском фронту и због тога одликован Орденом за храброст и Медаљом за храброст, августа 1945. године. Добио је чин потпоручника ЈА.
Крижај је након рата постао војни пилот Ваздухопловства ФНРЈ. Његова јединица је неко време служила на аеродрому код Велике Горице (Загреб), а затим је премештена у Љубљану.
Погинуо је 8. октобра 1948. године, када се његов авион Јак-3 срушио на планину Снежник (југозападна Словенија) због слабе видљивости у густој магли. Након тродневне потраге, тело му је пронађено и сахрањено на градском гробљу Жале у Љубљани.
Данас његово име носи Аероклуб у Ајдовшчини, а код аеродрома Порторож налази се његова биста.